# Lysapsus limellum
Espèce
Synonymes
- Pseudis limellum (Cope, 1862)
- Hyla quadrilineata Steindachner, 1864
- Podonectes palmatus Steindachner, 1864

Statut de conservation UICN

 LC  : Préoccupation mineure
Lysapsus limellum est une espèce d'amphibiens de la famille des Hylidae.

## Répartition
Cette espèce se rencontre entre 100 et 200 m d'altitude, :
- en Argentine dans les provinces de Buenos Aires, de Corrientes, du Chaco, d'Entre Ríos, de Formosa, de Santa Fe et de Santiago del Estero ;
- en Uruguay dans les départements de Salto et d'Artigas ;
- au Brésil dans les États du Mato Grosso et du Rondônia ;
- au Paraguay ;
- en Bolivie dans les départements de Beni, de Cochabamba, de La Paz, de Santa Cruz et de Pando.

## Publication originale
- Cope, 1862 : Catalogues of the Reptiles Obtained during the Explorations of the Parana, Paraguay, Vermejo and Uraguay Rivers, by Capt. Thos. J. Page, U. S. N.; And of Those Procured by Lieut. N. Michler, U. S. Top. Eng., Commander of the Expedition Conducting the Survey of the Atrato River. Proceedings of the Academy of Natural Sciences of Philadelphia, vol. 14, p. 346-359+594 (texte intégral).